# Яндова, Марта
Ма́рта Я́ндова (чеш. Marta Jandová; 13 апреля 1974, Прага) — вокалистка немецкой альтернативной метал-группы Die Happy. По происхождению чешка. Совместно с Вацлавом Нойд Барта представляла Чехию на Евровидении-2015 в Вене с песней «Hope Never Dies».

## Начало карьеры
Родилась в Чехословакии в семье музыканта Петра Янды, лидера рок-группы Olympic, и танцовщицы Яны Яндовой (умерла от рака). После окончания школы Марта как студентка по обмену опытом отправилась в США для изучения английского языка. В 1993 году, переехав в Германию, познакомилась с Торстеном Мевесом, гитаристом Die Happy, который предложил Марте присоединиться к группе в качестве вокалистки. Она согласилась, поскольку для неё это была отличная возможность изучить ещё один язык, а именно немецкий.

## Дискография

### В составе Die Happy
Альбомы:
- 1996 Dirty Flowers
- 2000 Supersonic Speed
- 2002 Beautiful morning
- 2003 The weight of the circumstances
- 2005 Bitter to better
- 2006 No nuts no glory
- 2008 Six
- 2010 Red Box
- 2014 EverLove

Сборники:
- 2004 Four & more unplugged (запись акустического концерта)
- 2009 Most Wanted (сборник лучших песен)

### Сотрудничества
- Dog Eat Dog (mit Marta) — Undivided
- Music Team Germany (mit Marta) — Won’T Forget These Days 2006
- Fußballjahr 2006 (mit Marta) — Nationalhymnen
- Zeichen der Zeit (mit Marta)- Ein weiterer Morgen
- In Extremo (mit Marta) — Horizont
- Aleš Brichta (mit Marta) — Legends never die
- Apocalyptica (mit Marta) — Wie weit/How far
- Letzte Instanz (mit Marta) — Kalter Glanz
- Letzte Instanz (mit Marta) — Gewissen
- Mädchen checken das (mit Marta)-Sing dein Leben
- Petr Janda feat Marta Jandová — Dotyky slávy
- Bap feat. Marta Jandova — Lena
- Oomph! feat. Marta Jandova — Traumst Du, а также англоязычная версия этой песни — Dream Here (With Me)
- Revolverheld feat. Marta Jandová — Halt Dich an mir fest

## Интересные факты
- Марта Яндова была наставницей (вместе с Дарой Ролинс) второго сезона программы Hlas Česko Slovenska[чеш.][3], чешская и словацкая версия шоу Голос.